# Stephen Pickavance
Stephen Pickavance est un patineur artistique britannique, double champion de Grande-Bretagne en 1985 et 1986.

## Biographie

### Carrière sportive
Stephen Pickavance est double champion de Grande-Bretagne en 1985 et 1986.
Il représente son pays à deux championnats européens (1985 à Göteborg et 1986 à Copenhague) et un mondial (1985 à Tokyo). Il ne participe jamais aux Jeux olympiques d'hiver.
Il quitte les compétitions sportives après les championnats européens de 1986.

### Reconversion
Stephen Pickavance devient entraîneur de patinage, répertorié au niveau 4 par la fédération britannique, la National Ice Skating Association. Il entraîne entre autres Steven Cousins et certains des concurrents de Dancing on Ice.

### Vie privée
Stephen Pickavance a été marié avec la danseuse sur glace britannique Karen Barber, avec qui il a deux filles : Laura et Emma.

## Palmarès
| Compétitions                    | 1984 | 1985 | 1986 |  |  |  |  |  |  |  |  |  |  |  |
| Jeux olympiques d'hiver         |      |      |      |  |  |  |  |  |  |  |  |  |  |  |
| Championnats du monde           |      | 21e  |      |  |  |  |  |  |  |  |  |  |  |  |
| Championnats d’Europe           |      | 15e  | 18e  |  |  |  |  |  |  |  |  |  |  |  |
| Championnats de Grande-Bretagne | 3e   | 1er  | 1er  |  |  |  |  |  |  |  |  |  |  |  |
|                                 |      |      |      |  |  |  |  |  |  |  |  |  |  |  |